# Oumar Kalabane
Oumar Kalabane est un footballeur international guinéen né le 8 avril 1981 à Conakry, en Guinée.

## Biographie
Le 9 janvier 2007 il rejoint le club turc de Manisaspor pour la somme de 2 millions d'euros.